# 風日祈宮放火事件

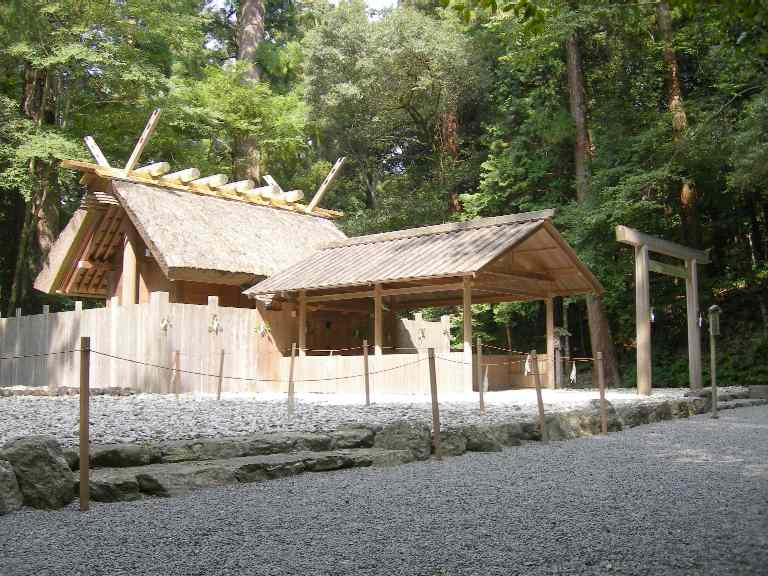
テロ攻撃をうけた風日祈宮

風日祈宮放火事件（かざひのみのみやほうかじけん）とは、1975年9月15日に三重県伊勢市の伊勢神宮内宮境内で発生した放火テロ事件。
日本の新左翼の共産主義者同盟戦旗派（現：アクティオ・ネットワーク）が起こした事件である。

## 事件の概要
1975年9月15日午後0時20分、伊勢神宮内宮境内にある別宮風日祈宮の瑞垣御門が燃えているのを1人の参拝者が発見し、500mほど離れた神楽殿にいた神職に「あのお宮は、いつもああやって燃えているお宮なのですか」と尋ねた。発見者は「かざひのみのみや」という読みから「火の宮」と早合点し、過激派のテロとは思っていなかったという。
驚愕した神職は直ちに現場に急行し、玉砂利をぶつけ、脱いだ袴で火を覆うなどして何とか消し止めたが、瑞垣御門が半焼してしまった。
現場近くから「アジア人民の血債にかけて天皇訪米絶対阻止、共産主義者同盟戦旗派」と書かれたアジビラが発見されたことから、警察は共産主義者同盟戦旗派の犯行と断定した。

## 事件が与えた影響
- 当時の三重県警察本部長だった佐々淳行は、事件発生前から「過激派は伊勢神宮内宮を狙うだろう」と予言し、それが的中したことから県警関係者から「警備の神様」扱いされたという[2]。当時、神宮は神域であるとして警察犬を入れることができず、本部長でさえも入ることの許されない区域があるなど、十分な警備態勢を敷くことができなかった、と佐々は述懐している[3]。
- 事件後、伊勢神宮司庁はそれまでの意見を変え、佐々に赤外線監視装置の設置について相談した。佐々が日本警備保障（現：セコム）に打診すると、日本警備保障は自然木のように特別に偽装した機械警備システムを伊勢神宮に無償で奉納したという[4]。